# Kate Starre
Katherine Starre (Perth, 18 de septiembre de 1971) es una exjugadora australiana de hockey sobre césped.

## Trayectoria
Starre tuvo su primera participación olímpica en Barcelona 1992. Ganó la medalla de oro en Atlanta 1996, al derrotar a Corea del Sur en la final y ganó la medalla de oro. En los Juegos Olímpicos de Sídney 2000 derrotó a Argentina en la final y obtuvo la medalla de oro.